# ناديه تاونسند
ناديه تاونسند (بالإنجليزية: Nadia Townsend)‏ هي ممثلة أسترالية، ولدت في 1983 في سيدني في أستراليا.

## أعمال

### مسلسلات
- سيتي هوميسايد

## وصلات خارجية
- ناديه تاونسند على موقع IMDb (الإنجليزية)
- ناديه تاونسند على موقع قاعدة بيانات الفيلم (الإنجليزية)